# Areopagitica

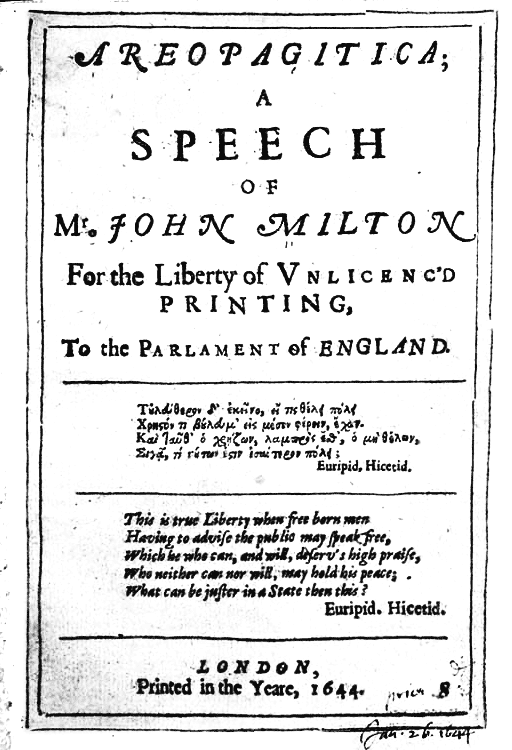
Areopagitica, édition 1644

Areopagitica, ou De la liberté de la presse et de la censure (Areopagitica, A speech of Mr. John Milton for the Liberty of Unlicenc’d Printing, to the Parlament of England en anglais et en français), est un discours de John Milton à l’adresse du Parlement de Westminster, publié le 23 novembre 1644. L’auteur, en plein cœur de la Première Révolution anglaise, y défend la liberté de la presse, supprimée par les parlementaires dans une loi du 14 juin 1643. Il remarque notamment que la censure n’a jamais été une réalité dans la Grèce antique ou dans la République romaine.
Le titre fait à la fois référence à l’Aréopage grec, lieu où siégèrent divers tribunaux réels ou mythiques, et à un discours homonyme de l’orateur athénien Isocrate, qui voulait précisément restaurer le Conseil de l’Aréopage. Tout comme Isocrate, Milton n’avait pas l’intention de prononcer son discours. Il fut en réalité distribué en version imprimée, sous la forme d’un pamphlet, comme pour mieux tourner en dérision la censure que l’écrit dénonce justement.

## Traductions en français
- Pour la liberté de la presse sans autorisation ni censure, coll. Bilingue Aubier n°24, Paris, Aubier Flammarion, 1969.
- Areopagitica in Écrits politiques : 1642-1660, trad. fr., introd. & notes par Renée Guillaume & André Guillaume, Lausanne, L'Âge d'Homme, 362 p., 2006  (ISBN 978-2825118436)
- Pour la liberté d'imprimer sans autorisation ni censure, Le Monde, Flammarion, 150 p., 2009  (ISBN 978-2081226838)
- Areopagitica - Pour la liberté d'imprimer sans autorisation ni censure, trad. fr. Guillaume Villeneuve, Paris, Flammarion, Champs Classique, 2021  (ISBN 978-2-08-147021-7)